# Scars (film 1915)
Scars è un cortometraggio muto del 1915 diretto da Burton L. King. Prodotto dalla Selig Polyscope Company, la sceneggiatura si basa su un soggetto di Marc Edmund Jones che, oltre ad aver scritto per il cinema, fu anche un famoso astrologo.

## Trama
Mobile è molto conosciuto nel campo minerario. Personaggio pittoresco, ha la reputazione di un tipo allegro e simpatico, ma cambia tutto quando il giovanotto ci dà dentro con il whisky. Frenchy, un anziano minatore, riceve la notizia dell'arrivo delle sue due figlie, Celeste e Angele, che lo stanno per raggiungere nella sua capanna in mezzo ai boschi. Alla stazione, le due ragazze incontrano Mobile che si mette subito a flirtare con loro. Celeste ci casca subito e il fatto che frequenti Mobile crea scandalo nel campo minerario. Frenchy, che non riesce a farsi obbedire da Celeste, la butta fuori di casa e lei va a vivere con l'amante, in una baita tra i monti, mentre Mobile fa girare la voce che loro due si sono sposati. Un giorno, però, Celeste viene a sapere da un vagabondo che Mobile è già sposato e che la moglie è ben viva. Il volubile Mobile comincia intanto a interessarsi a un'altra ragazza e Celeste, adesso, si prende la sua vendetta nel tipico stile che vige tra gli abitanti di un campo minerario.

## Produzione
Il film fu prodotto dalla Selig Polyscope Company.

## Distribuzione
Distribuito dalla General Film Company, il film era un cortometraggio della lunghezza di un rullo.